# Castiarina flaviceps
Castiarina flaviceps es una especie de escarabajo del género Castiarina, familia Buprestidae. Fue descrita científicamente por Carter en 1913.